# Fritz Straßni
Fritz Straßni, auch Fritz Strassni und Fritz Strassny, geborener Friedrich Straßny oder Friedrich Stiassny, (14. Dezember 1868 in Wien – 14. September 1942 im Ghetto Theresienstadt) war ein österreichischer Schauspieler und nahezu drei Jahrzehnte lang ein gefeierter Charakterstar des Wiener Burgtheaters.

## Leben
Der Kaufmannssohn Friedrich Straßni – häufig ist auch die Schreibweise Stiassni oder Stiassny zu finden – arbeitete zunächst als Maschinentechniker, ehe er sich einem Medizinstudium zuwandte. 26-jährig beschloss er schließlich, zur Schauspielerei zu wechseln.
Seinen Bühneneinstand gab Straßni am 11. November 1894 im Theater in der Josefstadt als „Riter Schnieder-Louis“ in der Pantomime Der Buckelhans. Strassni blieb die Folgejahre (bis 1909) dieser bedeutenden Wiener Spielstätte treu und arbeitete sich vom Chargendarsteller zum anerkannten Charakterschauspieler (in Possen und Schwänken ebenso wie in Konversations- und dramatischen Stücken, z. B. 1903 als „Samuel Goldfinger“ im Lustspiel Arche Noah) hinauf. In der spielfreien Zeit trat Straßni auch an Sommerbühnen der Kurstadt Bad Ischl auf. Von 1909 bis 1938 war Fritz Straßni Ensemblemitglied des Burgtheaters und wurde schließlich zum Kammerschauspieler ernannt.
In den 1920er Jahren trat der Bühnenkünstler auch in einer Reihe von Stummfilmen auf, änderte seinen Namen aber geringfügig in Strassny um. Er spielte ausschließlich Nebenrollen – Honoratioren und gesetzte Charaktere wie Ärzte und Väter, Kanzler und Professoren. In der Märchenverfilmung Zwerg Nase verkörperte der 53-Jährige eine Hexe.
Nach der Annexion Österreichs im März 1938 wurde der jüdische Künstler augenblicklich aus dem Burgtheater entlassen. 
Am 27. August 1942 wurde er mit Transport 38 Zug Da 507 von Wien Theresienstadt, Ghetto, Tschechoslowakei in das Ghetto Theresienstadt deportiert, wo er zweieinhalb Wochen darauf unter ungeklärten Umständen ermordet wurde.

## Filmografie
- 1920: Durch die Quartiere des Elends und Verbrechens
- 1920: Notsignal
- 1920/21: Das grinsende Gesicht
- 1921: Die Spur im Dunkeln
- 1921: Gevatter Tod
- 1921: Zwerg Nase
- 1921: Kleider machen Leute
- 1922: Schach dem Leben (Der Dämon des Grand Hotel Majestic)
- 1922: Die Menschen nennen es Liebe…
- 1922: Der hinkende Teufel
- 1922: Walpurgiszauber
- 1924: Ssanin
- 1924: Jiskor
- 1924: Orlac’s Hände
- 1928: Der Scheidungsanwalt (Die Frau von gestern und morgen)
- 1928: Herzog Hansl (Erzherzog Johann)
- 1929: Der Dieb im Schlafcoupé